# Sarpsborg (stacja kolejowa)
Sarpsborg – stacja kolejowa w Sarpsborg, w regionie Østfold w Norwegii, jest oddalona od Oslo o 109,5 km.

## Położenie
Jest końcową stacją linii Østfoldbanen. Leży na wysokości 37,7 m n.p.m.. Stacja jest węzłem - zbiega się tu wschodnia i zachodnia odnoga linii.

## Ruch pasażerski
Stacja obsługuje połączenia dalekobieżne między Oslo i Halden oraz międzynarodowe do Göteborga. Pociągi w obie strony odjeżdżają co godzinę, a ze stacji wyjeżdża 5 międzynarodowych pociągów dzienne.

## Obsługa pasażerów
Kasa biletowa, poczekalnie, telefon publiczny, ułatwienia dla niepełnosprawnych, kiosk, parking na 70 miejsc, parking rowerowy, automatyczne skrytki bagażowe, przystanek autobusowy, postój taksówek.